# Pierre-Just Marny
Pierre-Just Marny (né à Fort-de-France le 6 août 1943 et mort à Ducos le 7 août 2011), dit « la panthère noire », est identifié en France, en 2011, comme le détenu ayant effectué la plus longue détention. Il a été retrouvé mort dans sa cellule après 48 années passées derrière les barreaux. Dans ce triste record, il succède à Lucien Léger qui avait effectué 41 ans de prison avant d'être libéré en 2005.

## Les faits
- 1963, Pierre-Just Marny est condamné à quatre ans de prison, dont deux avec sursis, pour une affaire de vols. Il bénéficie d'une permission pour rendre visite à ses parents avant de quitter la Martinique et rejoindre la métropole dans une prison-école. Il saisit l'occasion pour s'enfuir et se mettre à la recherche de ses anciens complices qu'il soupçonne de l'avoir balancé[3].
- 2 septembre 1965, Pierre-Just Marny sort de prison. Armé d'un fusil, il va de Schœlcher à Fort-de-France. Ses anciens complices ont refusé de lui donner la part du vol qu'il devait avoir. Il décide alors de se venger, mais sur son passage, fait trois morts (dont un enfant de deux ans et demi) et quatre blessés.

La police le recherche pendant six jours.
- 8 septembre 1965, Marny est interpellé à 15 h 15, route de Redoute.
- 10 octobre, Marny s'enfuit de la prison de Fort-de-France.
- 19 octobre 1965, il est reconnu dans le quartier Sainte-Thérèse. « Encerclé par les gendarmes, Marny, par défi, refuse de se coucher. Désarmé, il reçoit une rafale de balles et est touché au poumon et à l'abdomen. Une partie de la population prend alors fait et cause pour lui. Trois jours d'émeute à Fort-de-France s'ensuivent. Bilan : un mort et quarante blessés[4]. »
- 24 novembre 1965, il est discrètement emmené par avion militaire vers Paris pour y être jugé.

## Le procès
- 27 septembre 1969, la cour d'assises de la Seine condamne Pierre-Just Marny à la perpétuité.

## L’incarcération
Après une tentative d'évasion et une bagarre qui coûte un œil à un surveillant pénitentiaire, Marny est placé en unité psychiatrique spéciale, d'abord à Sarreguemines (Moselle), puis à Montfavet, écart de la commune d'Avignon (Vaucluse). Il y reste trente-deux ans.
- 16 février 2007, il est réintégré en détention normale[7]
- 28 mai 2008, il retourne en Martinique à la suite de son transfert vers le centre pénitentiaire de Ducos. « Les détenus l'ont accueilli triomphalement, scandant bruyamment son nom. […] À sa descente d'avion, il est apparu, chemise blanche et costume noir, un embonpoint certain, marchant lentement, car presque aveugle. »[8]

## En vue de sa libération
Félix Vert-Pré, président d'Agir Sans Voir obtient une autorisation de visite et se propose pour assister Pierre-Just Marny dans sa réinsertion : « Je peux mettre un appartement F4 à sa disposition où il ne serait pas tout seul. On dispose d'un service à la personne, on pourrait l'assister dans ses démarches et l'encadrer pendant un certain temps grâce à une auxiliaire de vie. J'ai envie de m'impliquer afin que les autorités et le chef de l’État puissent le libérer »
Une permission de 6 heures est envisagée pour permettre à Pierre-Just Marny de rendre visite à sa famille. La date précise de cette permission est tenue secrète pour éviter toute manifestation en Martinique. « Une autorisation exceptionnelle de 10 heures à 16 heures pour voir sa famille, et sous escorte militaire. La décision a été prise lundi (17 mai) par ordonnance de la Cour d’appel de Fort-de-France. »

## Décès
Pierre-Just Marny se serait suicidé par pendaison le 7 août 2011, « assis sur une chaise », accroché à un montant du lit « avec une corde confectionnée à l'aide de ses lacets ». Un codétenu a donné l'alerte et Pierre-Just Marny aurait été retrouvé vers 4 h 30 du matin. Le directeur du centre pénitentiaire de Ducos, Jean-Jacques Pairraud, a indiqué qu'une autopsie devra déterminer les causes exactes du décès. L'autopsie confirme le suicide, et le corps est ainsi rendu à la famille.
Les obsèques de Pierre-Just Marny se déroulent à Schœlcher, le 13 août 2011.

## Biographie
- Jusqu'au bout du silence, Quarante ans de témoignages, par Marlene Hospice, sociologue, ethnologue et anthropologue. Ouvrage présenté à la bibliothèque du François, en Martinique.